# Фурчи
Фу̀рчи (на италиански: Furci, на местен диалект Fùrcìë, Фурчиъ) е село и община в Южна Италия, провинция Киети, регион Абруцо. Разположено е на 550 m надморска височина. Населението на общината е 1115 души (към 2010 г.).